# Amytis gris
Pour les articles homonymes, voir Amytis.
Amytornis barbatus
Espèce
Statut de conservation UICN

 LC  : Préoccupation mineure
L’Amytis gris (Amytornis barbatus) est une espèce de passereaux de la famille des Maluridae.

## Répartition
Elle est endémique en Australie, elle se rencontre au Queensland, en Nouvelle-Galles du Sud et en Australie-Méridionale.

## Sous-espèces
D'après Alan P. Peterson, il en existe 2 sous-espèces :
- Amytornis barbatus barbatus Favaloro & McEvey 1968
- Amytornis barbatus diamantina Schodde & Christidis, 1987